# Perissocerus surcoufi
Perissocerus surcoufi är en tvåvingeart som beskrevs av Mario Bezzi 1921. Perissocerus surcoufi ingår i släktet Perissocerus och familjen Mydidae.
Artens utbredningsområde är Algeriet. Inga underarter finns listade i Catalogue of Life.